# مؤسسه خیریه مولی‌الموحدین
خیریه مولی‌الموحدین در سال ۱۳۶۶ به شماره ۶۸ در اداره ثبت کرمان به ثبت رسید. حسین مرعشی، پسرعموی عفت مرعشی (همسرِ علی‌اکبر هاشمی رفسنجانی) به همراه تعدادی از مقامات محلی استان کرمان بنیانگذاران این مؤسسه بودند. محمدرضا باهنر هم عضو هیئت امنای این مؤسسه هستند.
پیش از انتخابات ریاست جمهوری سال ۱۳۸۴، اساسنامهٔ این خیریه تغییر داده شد و شرط لزوم عضویت مسئولان محلی در هیئت امنای این خیریه حذف شد. هیئت امنای جدید بند تازه‌ای به بنا ادعای تسنیم، به اساسنامهٔ این خیریه بندی افزود که به اعضای هیئت امنا اجازه می‌دهد وارث خود را برای بعد از فوت نیز تعیین کرده و انتفاع از این بنگاه اقتصادی را موروثی کنند.
اعضای هیدت مدیره عبارتند از:
- علی غضنفری که از اول فروردین ۱۳۶۰ تا ۲۹ اسفند ۱۳۶۵ فرماندار اسبق کرمان [۸] عضو هیئت امنا و منشی هیئت مدیرهٔ [۹]

- احمد مرادعلیزاده که مدیرعامل پیشین شرکت ملی صنایع مس ایران و مشاور پیشین وزیر صنعت، معدن و تجارت[۱۰] رئیس هیئت مدیره

- حمید عرب نژاد مدیرعامل هواپیمایی ماهان ، خزانه‌دار خیریه مولی‌الموحدین
- حمید اصلانی معاون سابق نیروی انسانی هواپیمایی ماهان  از اعضای سپاه پاسداران  [۱۱] و ریاست حراست مجلس شورای اسلامی[۱۲]  نایب رئیس هیئت مدیرهٔ
- شهریار ذوالعلی مدیرعامل خیریه مولی‌الموحدین [۱۳]

هواپیمایی ماهان و کرمان موتور از شرکت‌های تابعه این مؤسسه هستند.

## فعالیت‌های اقتصادی مؤسسه
مولی الموحدین خود را یک مؤسسه خیریه توسعه گرا اعلام کرده‌است که در پروژه‌های مختلفی سرمایه‌گذاری می‌کند. ایجاد منطقه ویژه اقتصادی ارگ جدید، منطقه ویژه اقتصادی سیرجان، کارخانجات مدرن قطعات خودرو، احداث فرودگاه، ایجاد هتل‌ها و مراکز خدماتی، رفاهی و ورزشی از جمله سرمایه‌گذاری‌های مؤسسه خیریه مولی‌الموحدین کرمان است.
۱۰۰٪ سهام شرکت هواپیمایی ماهان و حدود ۵۰٪ سهام کرمان خودرو به مولی‌الموحدین تعلق دارد و ۲۰ هزار نفر تحت استخدام این مؤسسه هستند.
احمد مرادعلیزاده رئیس هیئت مدیره این مؤسسه در پائیز ۱۳۹۸ در کرمان گفت که: مؤسسه مولی‌الموحدین، غیرانتفاعی و وقف عام است. غیرانتفاعی یعنی این‌که هیچ‌یک از اعضای هیئت امنا سهمی در شرکت‌های مؤسسه ندارند و هیچ دریافتی رسمی و غیررسمی به‌خاطر عضویتشان نداشته‌اند. [۴]
آن‌طور که حسین مرعشی گفته هزینه ابتدایی تأسیس یکی از شرکت‌های تابع این خیریه یعنی شرکت هواپیمایی ماهان، از محل بدهی دولت مصر به دولت ایران و وام از صندوق ذخیره ارزی تأمین شده. در این راستا طهماسب مظاهری وزیر وقت اقتصاد گفته: یک روز در حین برگزاری جلسه هیئت دولت برگه‌ای به آقای دکتر شیبانی، رئیس کل وقت بانک مرکزی دادند و او امضا کرد. کاغذ را به بیرون جلسه بردند و سپس برای من آوردند که امضای آخر را انجام دهم.
دیدم صورتجلسه هیئت امنای حساب ذخیره ارزی است و رقمی حدود ۱۵۰ میلیون دلار ارز برای خرید ۳ هواپیما تخصیص داده شده‌است. و این مسئله سه ایراد داشته‌است: اول اینکه مراحل کارشناسی در دبیرخانه حساب ذخیره ارزی را طی نکرده و یک راست آمده‌اند امضای اعضا را بگیرند.
دوم اینکه دستگاه مربوطه و بانک عامل هیچ‌کدام برای اخذ این اعتبار نیامده اند و آقای مرعشی که نماینده مجلس هستند آمده‌اند این مصوبه را بگیرند. معلوم نیست ایشان چه مسئولیتی در این مصوبه دارند.
سوم اینکه این اعتبار برای خرید ۴ هواپیمای دست دوم با عمر حدود ۱۵ سال تقاضا شده، درحالی‌که رقم مندرج دراین مصوبه قیمت ۴ هواپیمای تقریباً نو است.
به گفته او همچین حسین مرعشی با نوشتن یک متن استیضاح در مجلس و جمع‌آوری امضا وزیر اقتصاد را تهدید به اجرای مصوبه مربوطه کرده‌است.
تا سال ۱۳۸۴ سرمایه این مؤسسه بالغ بر هزار میلیارد تومان بود و همین مسئله باعث شده بسیاری آن را نه یک مؤسسه خیریه که یک بنگاه اقتصادی بدانند. حسین مرعشی اما در مصاحبه با روزنامه سرمایه با اشاره به خیریه بودن این مؤسسه ارائه گزارش عملکرد مالی برای موسسات خیریه را غیرلازم و ضروری عنوان کرد و گفت: «مگر خیریه‌ها هم گزارش می‌دهند».
برخی مسئولان نزدیک به سپاه مانند: محمدرضا پورابراهیمی عضو دوره نهم مجلس شورای اسلامی، و غلامعلی ابوحمزه فرمانده وقت سپاه ثارالله استان کرمان، در سال ۱۳۹۶ به صراحت خواستار شفافیت و برخورد قضایی با این مؤسسه شده‌اند اما همه اینها بعد از مدتی بایگانی شدند.

## شرکت‌های تابعه خیریهٔ مولی الموحدین
- هواپیمایی ماهان
- صنایع خودروسازی کرمان و شرکت کرمان موتور
- رگروه توسعه و عمران علوی کرمان
- سازمان عمران کرمان[۱۷]
- خدمات بازرگانی هزار کرمان
- پتروشیمی کرمان
- احداث، نگهداری و بهره‌برداری آزاد راه بندرعباس-کرمان
- خدمات بازرگانی هزار کرمان
- شرکت اشکو پارس[۱۸]

### ارجاعات
1. ↑  «تحریم دو شرکت خارجی به دلیل فروش هواپیما به ماهان ایر». bbc.com/persian. بی‌بی‌سی فارسی. ۳ فروردین ۱۳۸۷. دریافت‌شده در ۲۱ اسفند ۱۳۹۸.
2. ↑  «مرعشی: نتوانستم سر آیت الله هاشمی را کلاه بگذارم/یکی با لباس سپاه آمد گفت خیلی بی‌شرف و نامردی/جواز دفن مرحوم هاشمی بی ایراد نبود». khabaronline.ir. خبر آنلاین. ۲۵ آبان ۱۳۹۸. دریافت‌شده در ۲۱ فروردین ۱۳۹۹.
3. 1 2  «مؤسسه مولی‌الموحدین؛ نبض اقتصادی اصلاح‌طلبان در کرمان می‌زند». radiofarda.com. رادیو فردا. ۲۵ آبان ۱۳۹۸. دریافت‌شده در ۲۱ فروردین ۱۳۹۹.
4. ↑  «مرعشی: نتوانستم سر آیت الله هاشمی را کلاه بگذارم/یکی با لباس سپاه آمد گفت خیلی بی‌شرف و نامردی/جواز دفن مرحوم هاشمی بی ایراد نبود». خبرآنلاین. ۲۰۱۹-۱۱-۱۶. دریافت‌شده در ۲۰۲۲-۱۰-۲۰.
5. ↑  «خیریه مولی‌الموحدین چگونه به یک بنگاه اقتصادی موروثی تبدیل‌شد؟». rajanews.com. ۲۰۱۲-۱۱-۱۱. دریافت‌شده در ۲۰۲۲-۱۰-۲۰.
6. ↑  «تغییر سرنوشت‌ساز در یک اساسنامه- اخبار اقتصادی تسنیم | Tasnim». خبرگزاری تسنیم | Tasnim. دریافت‌شده در ۲۰۲۲-۱۰-۲۰.
7. ↑  «بیش از ۱۰۰۰ میلیارد سرمایه در سال ۸۴ و نزدیک به ۳۰ هولدینگ اقتصادی به نام خیریه‌ای توسعه محور/ آیا خیریه‌ها به بنگاه سوددهی سیاسیون تبدیل شده‌اند؟». snn.ir. دریافت‌شده در ۲۰۲۲-۱۰-۲۰.
8. ↑  «فرمانداری کرمان | فرمانداران کرمان». kerman.kr.ir. بایگانی‌شده از اصلی در ۵ فوریه ۲۰۲۳. دریافت‌شده در ۲۰۲۲-۰۸-۲۳.
9. ↑  گفتارنو، پایگاه اطلاع‌رسانی (۱۸ آذر ۱۳۹۸). «موسسه مولی‌الموحدین غیرانتفاعی، غیردولتی و غیرسیاسی است/ نیروی انتظامی خواستار تغییر اساسنامه مؤسسه شد/ هیچ‌یک از اعضای هیئت امنا سهمی در شرکت‌های مؤسسه ندارند و هیچ دریافتی رسمی و غیررسمی به‌خاطر عضویتشان نداشته‌اند/ فعالیت‌های اجتماعی مؤسسه در ایران بی‌نظیر است/ یک ریال از کمک‌های دولتی وارد مؤسسه نشده‌است». fa. دریافت‌شده در ۲۰۲۲-۰۸-۲۳.
10. ↑  «فردا مراسم تودیع و معارفه مدیرعامل شرکت ملی صنایع مس ایران / مرادعلیزاده مشاور وزیر شد + تصویر نامه». می‌متالز. ۱۳ اسفند ۱۳۹۶. دریافت‌شده در ۲۰۲۲-۱۰-۲۰.
11. ↑  «سردار حمید اصلانی کیست؟ /معاون اجرایی سپاه که با حکم قالیباف معاون اجرایی مجلس شد». دیدبان ایران. دریافت‌شده در ۲۰۲۲-۱۰-۲۰.
12. ↑  «عزل ونصب‌های یواشکی رئیس مجلس/ قالیباف معاون اجرایی خود را که از سپاه آورده بود کنارگذاشت». خبرآنلاین. ۲۰۲۰-۱۱-۱۸. دریافت‌شده در ۲۰۲۲-۱۰-۲۰.
13. ↑  «رسمیو | آگهی شماره 15405938». rasm.io. دریافت‌شده در ۲۰۲۲-۱۰-۲۰.
14. ↑  https://snn.ir/fa/news/926672/بیش-از-۱۰۰۰-میلیارد-سرمایه-در-سال-۸۴-و-نزدیک-به-۳۰-هولدینگ-اقتصادی-به-نام-خیریه‌ای-توسعه-محور-آیا-خیریه‌ها-به-بنگاه-سوددهی-سیاسیون-تبدیل-شده‌اند
15. ↑  https://www.dana.ir/191500/راز-سر-به-مهر-موسسه-خیریه-مولی-الموحدین---فرار-مرعشی-از-شفاف‌سازی-مالی-در-این-موسسه--ماجرای-موروثی-شدن-یک-شبه-این-خیریه#gsc.tab=0
16. ↑  https://www.radiofarda.com/a/molalmovahedin-reformists-economic-roots-in-kerman/30538892.html
17. ↑  «مؤسسه مولی‌الموحدین؛ نبض اقتصادی اصلاح‌طلبان در کرمان می‌زند». رادیو فردا. دریافت‌شده در ۲۰۲۲-۱۰-۲۰.
18. ↑  Virastar (۲۰۲۱-۰۱-۰۶). «یقه‌سفیدهای سپاه قدس». تهران بیرو. دریافت‌شده در ۲۰۲۲-۱۰-۲۰.